# Сан-Франсиско (река)
Сан-Франсиско (англ. San Francisco River) — крупная река на юго-западе США. Берёт начало на востоке штата Аризона. Течёт сначала на восток, а затем на юг, уже по территории штата Нью-Мексико. Вновь возвращается в Аризону, где течёт на запад и юго-запад вплоть до впадения в реку Хила чуть ниже города Клифтон. Длина реки составляет около 256 км.